# Jamie Cope
Pour les articles homonymes, voir Cope.
Jamie Cope, né le 12 septembre 1985 à Stoke-on-Trent, Staffordshire, est un joueur de snooker anglais, professionnel de 2002 à 2017, et retiré en 2020.
Il se révèle lors de la saison 2006-2007, durant laquelle il atteint la finale de deux tournois classés : le Grand Prix et l'Open de Chine. Ayant perdu ces deux finales et n'en ayant plus atteint d'autre depuis, Cope ne compte aucun titre sur le circuit majeur à son palmarès.
Grand espoir chez les juniors, Cope n'a pour le moment pas comblé les attentes placées en lui au début de sa carrière. Son meilleur classement s'élève au 13e rang mondial.

## Carrière
Cope devient professionnel en 2002, ayant obtenu d'excellents résultats en juniors. Mais ses deux premières saisons sont décevantes et, à court de points, est relégué sur le circuit du challenge (la deuxième division du snooker mondial). Durant la saison 2004-2005, Cope remporte deux des quatre tournois du Challenge Tour, et termine en tête du classement général, ce qui lui permet de regagner le circuit principal.
En 2005, durant un match d'échauffement, Jamie Cope réalise un break de 155 points, devenant ainsi le premier joueur à atteindre le maximum possible avec faute de l'adversaire.
Il fait parler de lui au Grand Prix 2006, où il réalise un break maximum (break de 147 points) lors de la phase de groupes. Qualifié pour le tableau final, il élimine successivement Robert Milkins, Joe Perry et Mark King sur son parcours. Cope passe à côté de sa finale contre Neil Robertson. Il est mené 8-2, puis réduit l'écart à 8-5 en remportant trois manches consécutives. Ce réveil tardif est sans conséquences : Robertson remporte la quatorzième manche, et le match (9-5).
Plus tard cette saison, Cope réalise de nouveau un excellent parcours à l'Open de Chine. Vainqueur du tenant du titre Mark Williams, il enchaîne avec des victoires sur Stuart Bingham, Shaun Murphy (contre lequel il ne concède aucune manche) et Barry Hawkins en demi-finale, match gagné dans la manche décisive sur la dernière bille noire. Opposé à Graeme Dott, champion du monde en titre en finale, Cope résiste durant les quatre premières manches, avant de voir Dott s'échapper au score et remporter la première session avec une avance confortable (6-2). Au retour, Cope remporte les trois premières manches pour revenir à 5-6, mais le joueur écossais remporte les trois suivantes, avec deux centuries à la clef, pour l'emporter.
En 2007, Cope est quart de finaliste lors du championnat du Royaume-Uni, après avoir balayé le no 2 mondial John Higgins au premier tour (9-3). En septembre 2010, il rejoint la demi-finale du Masters de Shanghai, où il élimine successivement Steve Davis, Ding Junhui et Graeme Dott. Il retrouve ensuite l'Écossais Jamie Burnett dans un demi-finale ouverte, mais passe à côté de la rencontre et est défait sur le score de 6-1. Cope atteint à l'issue du tournoi le meilleur classement de sa carrière (13e). Début 2011, l'Anglais atteint une nouvelle demi-finale, au cours du Masters de snooker. Néanmoins, la suite de sa carrière est perturbée par des problèmes de tremblements récurrents qui l'empêchent d'évoluer à son meilleur niveau et le font chuter au classement mondial. Il annonce d'ailleurs son retrait du snooker professionnel en mai 2020, à seulement 35 ans.  

## Palmarès
| Légende | Catégorie                        | Titres                         | Finales                        |
|         | Tournois classés                 | 0                              | 2                              |
|         | Tournois non classés             | 0                              | 1                              |
|         | Tournois pro-am                  | 3                              | 3                              |
|         | Tournois du circuit du challenge | 2                              | 0                              |
| Gras    | Tournois de la triple couronne   | Tournois de la triple couronne | Tournois de la triple couronne |

### Titres

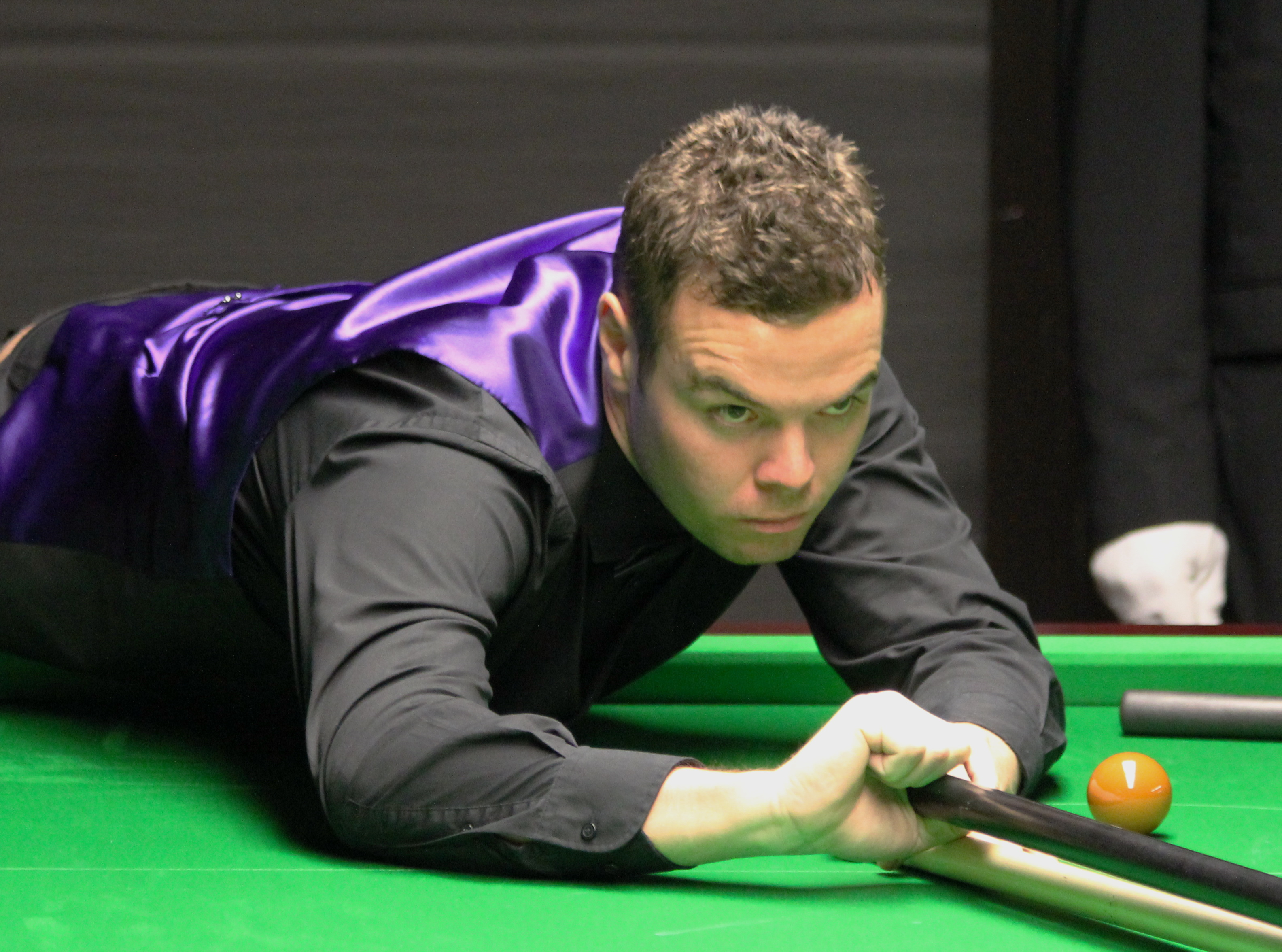
Jamie Cope (2012).

| Saison    | Nom du tournoi                            | Lieu      | Finaliste      | Score |
| 2004-2005 | Circuit du challenge (épreuve 1)          | Prestatyn | Chris Norbury  | 6-2   |
| 2004-2005 | Circuit du challenge (épreuve 4)          | Prestatyn | Matthew Couch  | 6-0   |
| 2004-2005 | Tournoi Pontins pro-am (printemps)        | Prestatyn | Mike Finn      | 5-0   |
| 2007-2008 | Tournoi Pontins pro-am (automne)          | Prestatyn | Lee Page       | 5-0   |
| 2008-2009 | Tournoi Pontins pro-am (séries mondiales) | Prestatyn | Craig Steadman | 4-1   |

### Finales perdues

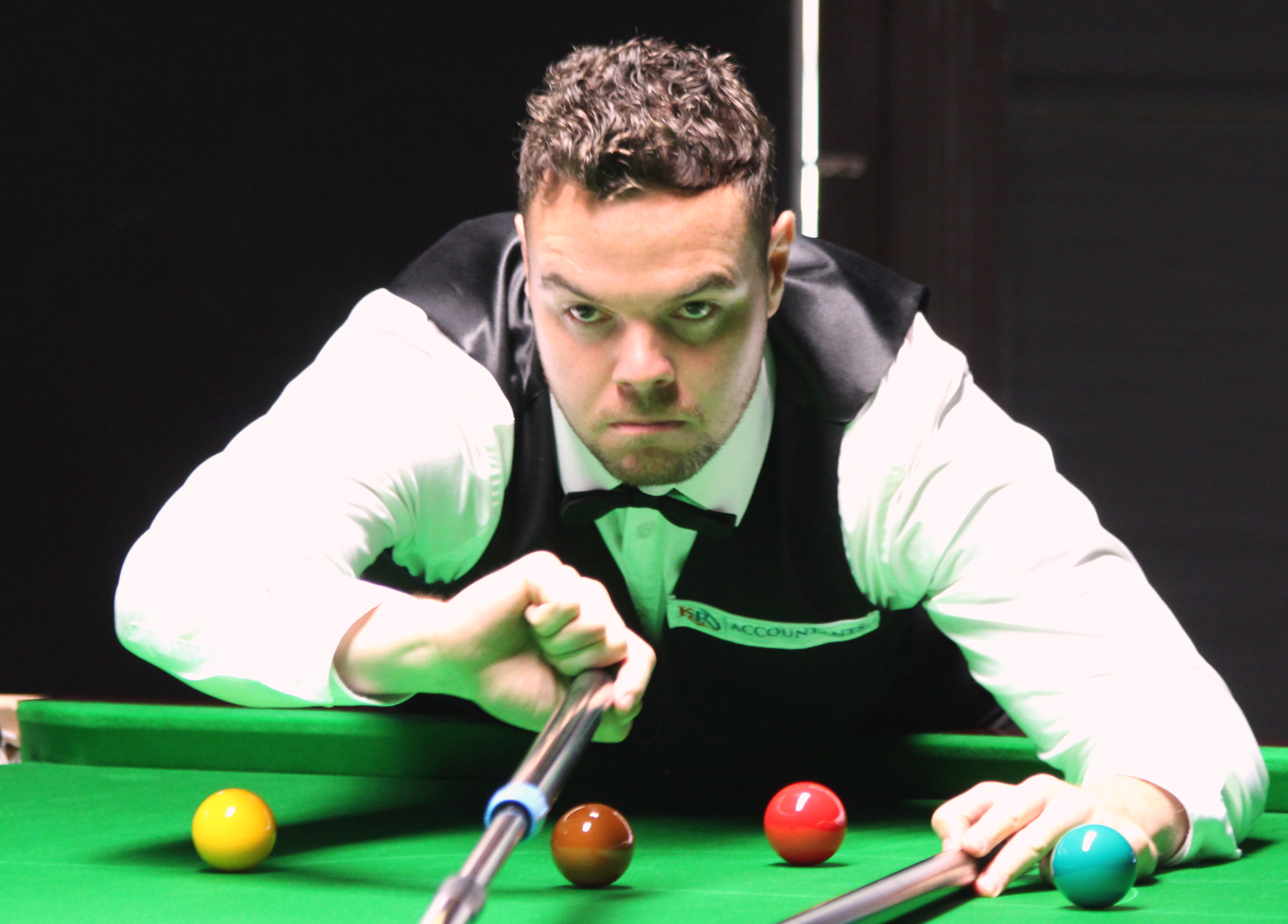
Jamie Cope en 2016.

| Saison    | Nom du tournoi                   | Lieu      | Finaliste      | Score | Tableau |
| 2002-2003 | Circuit de l'EASB (épreuve 4)    | Cambridge | Ricky Walden   | 1-5   |         |
| 2006-2007 | Grand Prix                       | Aberdeen  | Neil Robertson | 5-9   | Tableau |
| 2006-2007 | Tournoi Pontins pro-am (automne) | Prestatyn | Ryan Day       | 2-5   |         |
| 2006-2007 | Open de Chine                    | Pékin     | Graeme Dott    | 5-9   | Tableau |
| 2008-2009 | Open d'Autriche                  | Wels      | Ryan Day       | 3-6   |         |
| 2010-2011 | Classique de Hainan              | Hainan    | John Higgins   | 2-7   |         |